# کارلوس نیوتن
کارلوس نیوتن (انگلیسی: Carlos Newton؛ زادهٔ ۱۷ اوت ۱۹۷۶) ورزشکار هنرهای رزمی ترکیبی اهل کانادا است.